# Colpodella edax
Colpodella edax (synoniem: Colpodella pugnax) is een soort in de taxonomische indeling van de Myzozoa, een stam van microscopische parasitaire dieren. Het organisme behoort tot het geslacht Colpodella. Colpodella edax werd in 1996 ontdekt door Simpson & Patterson.